# Carol Benesch
Carol Benesch (n. 9 ianuarie 1822, Jägerndorf, Imperiul Austriac, azi Krnov, Cehia – d. 30 octombrie 1896, București) a fost un arhitect silezian de orientare istoristă și eclectică stabilit în Regatul României. A fost și arhitectul șef al orașului București (din 1865).
A fost parte a mai multor construcții importante din epoca sa, inclusiv a celor proiectate în puternicul stil neo-românesc, fie în calitate de arhitect asociat, fie ca diriginte general de șantier.
A fost tatăl lui Oscar Beneș (1866-1925), arhitect șef al orașului Bârlad.
În diferite documente numele său apare și în diverse alte grafii: Carl Benesch, Carol Benisch, Carl Benisch, Carol Beneș, Carl Beneș, Carol Beniș, Carl Beniș.

## Biografie
Carol Benesch a făcut studii de arhitectură la Viena. La scurt timp după terminarea studiilor a fost adus în Țara Românească de principele Nicolae Bibescu, devenind un arhitect renumit în București.
Carol Benesch a fost membru fondator și primul vicepreședinte al Societății Arhitecților din România (1891-1892).

## Arhitect șef al orașului București
Este numit arhitect șef al orașului București în 1865.

## Lucrări semnificative
- Castelul Peleș - Sinaia
- Capela Elisabeta Doamna din București 1870
- Catedrala Sfântul Iosif din București 1873-1884
- Biserica Domnița Bălașa - București 1895
- Spitalul Brâncovenesc - București 1881-1885
- Catedrala Sfinții Petru și Pavel din Constanța 1883-1885[3]
- Azilul Elena Doamna - București 1862-1870[4]
- Reconstrucția Mănăstirii Tismana - Județul Gorj - 1855
- Reconstrucția Mănăstirii Bistrița - Județul Vâlcea - 1855
- Reconstrucția Mănăstirii Arnota - Județul Vâlcea. În 1851, la cererea egumenului Chesarie și cu suportul domnitorului, mănăstirea Arnota a început să fie reconstruită după proiectul „arhitectului mănăstiresc“ Johann Schlatter și al colaboratorului său Carol Benesch, cu intenția explicită de transformare în închisoare politică.[5]

## Distincții și onoruri
Primește cetățenia română în 1876 printr-un decret al Domnitorului Carol I al României cu dispensă de stagiu.
 Pentru remarcabilele lucrări executate în regie proprie la Catedrala Sfântul Iosif din București, în 1881, este decorat de Vatican, papa Leon XIII cu Ordinul Ecvestru al Sfântului Grigore cel Mare, gradul „Cavaler Comandor”, cea mai înaltă distincție acordată de Sfântul Scaun unui laic, fiind numit cu aceasta ocazie „Carol Vallaquiensi” (Carol din Valahia).

## Deces
Carol Benesch a decedat la 30 octombrie 1896. Mormântul lui se află la Cimitirul Bellu catolic din București.